# Hoplosternum
Hoplosternum är ett släkte fiskar i familjen pansarmalar som förekommer i Sydamerika. De blir som vuxna mellan 7,7 och 24 centimeter långa, beroende på art.

## Lista över arter
Släktet Hoplosternum omfattar tre arter, varav ett par ibland förekommer som akvariefiskar och också har svenska  trivialnamn:
- Hoplosternum littorale (Hancock, 1828) – Holposternum-mal – förekommer i Argentina, Bolivia, Brasilien, Colombia, Ecuador, Franska Guyana, Guyana, Paraguay, Peru, Surinam, Trinidad och Tobago, Uruguay, USA (introducerad art) och Venezuela[3]
- Hoplosternum magdalenae Eigenmann, 1913 – förekommer i Colombia och Venezuela[4]
- Hoplosternum punctatum Meek & Hildebrand, 1916 – förekommer i Brasilien, Colombia, Ecuador och Peru[5]